# Pseudoparis
Pseudoparis là một chi thực vật có hoa trong họ Commelinaceae.